# Waigolshausen
Waigolshausen é um município da Alemanha, situado no distrito de Schweinfurt, no estado da Baviera. Tem 23,74 km² de área, e sua população em 2019 foi estimada em 2.712 habitantes.